# Yohei Taniike
Yohei Taniike (谷池 洋平 Taniike Yohei?, nacido el 5 de abril de 1977 en Hyogo) es un exfutbolista japonés. Jugaba de defensa y su último club fue el Sony Sendai de Japón.

## Trayectoria

### Clubes
| Club             | País  | Año         |
| ---------------- | ----- | ----------- |
| Vissel Kobe      | Japón | 2000        |
| Tokushima Vortis | Japón | 2001 - 2006 |
| Tochigi SC       | Japón | 2007        |
| Sony Sendai      | Japón | 2008 - 2013 |